# Iglesia de Alejandro (Zweibrücken)

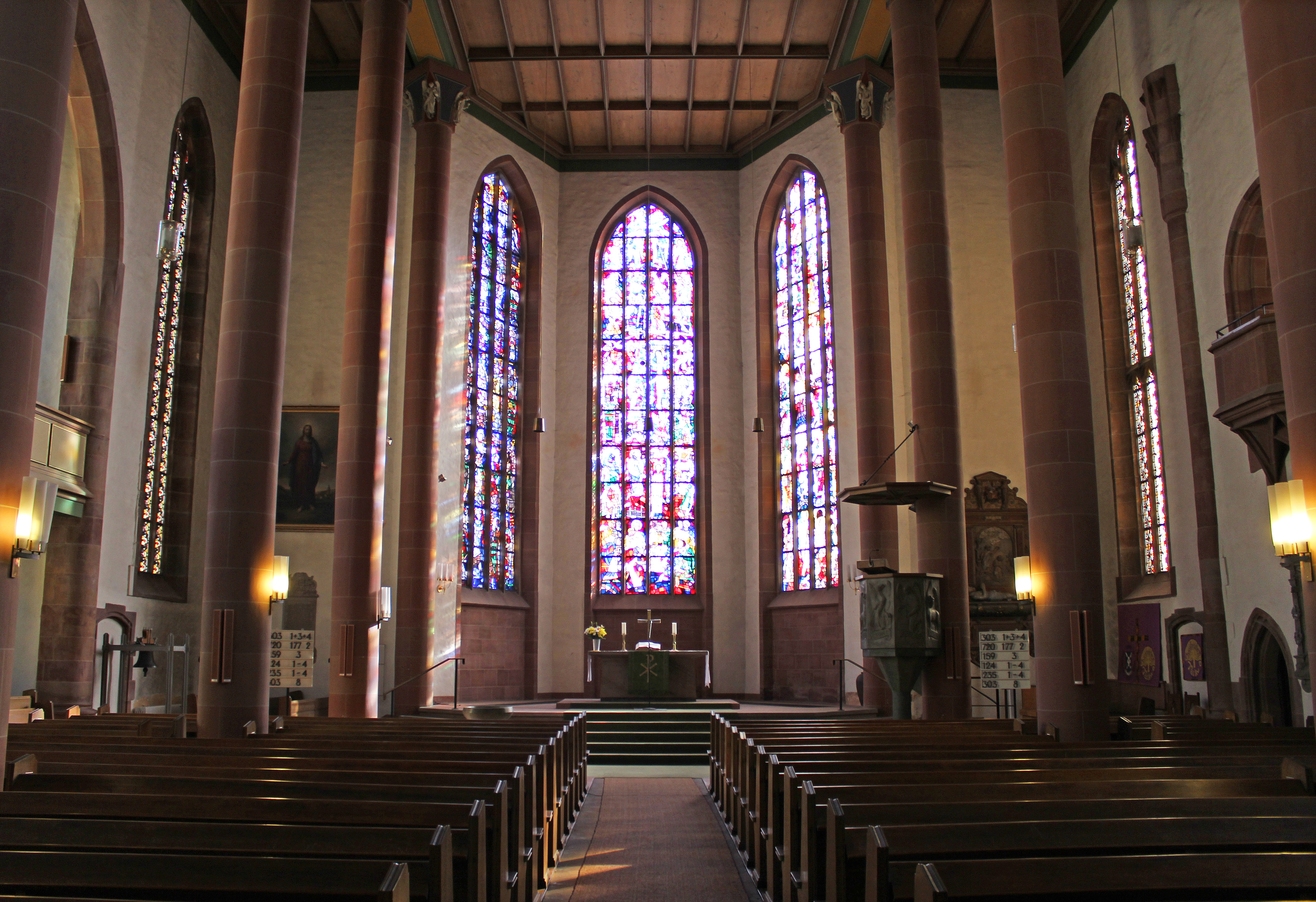
Vista del interior de la iglesia, restauración simplificada después de la Segunda Guerra Mundial.

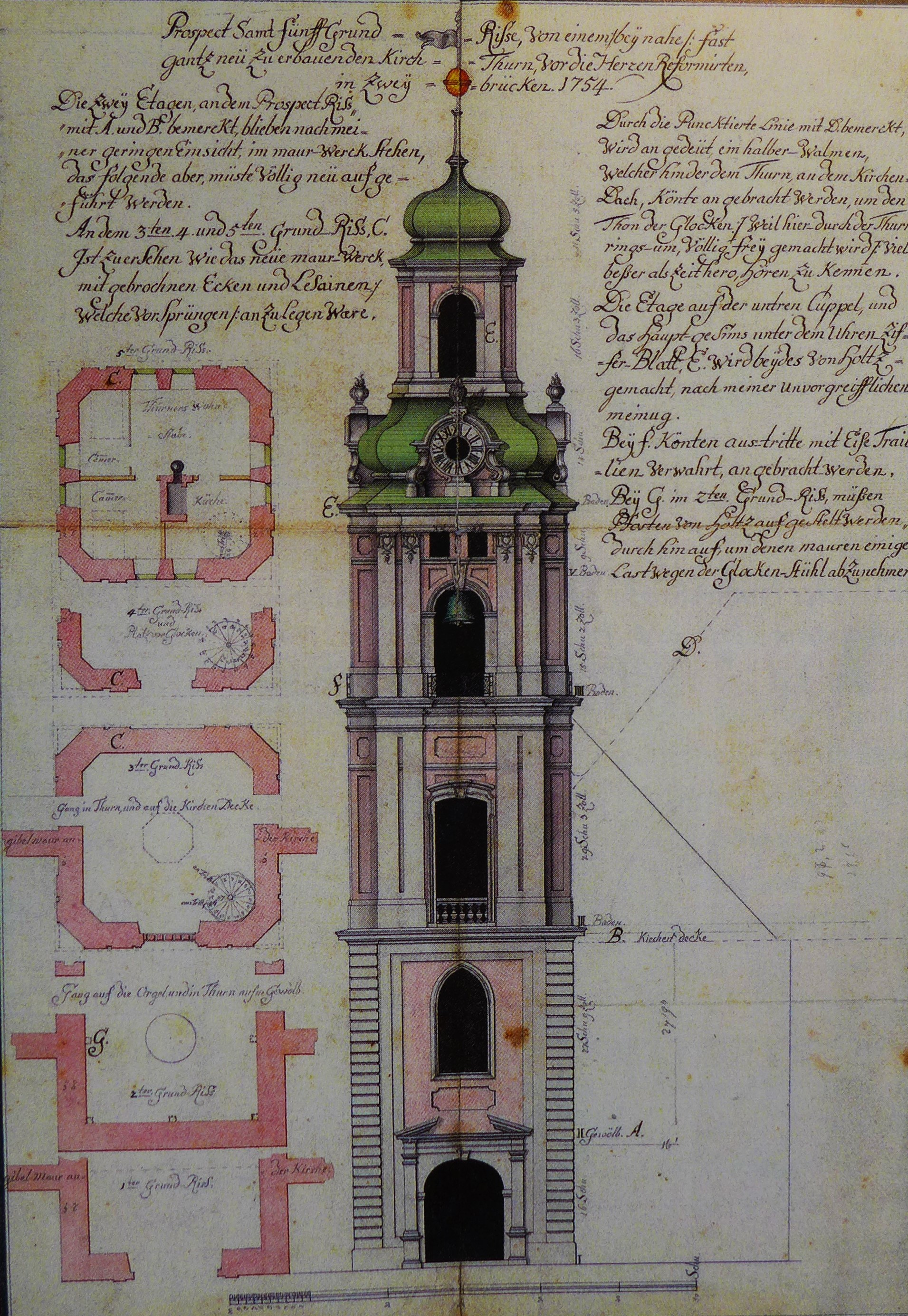
Vista y cinco planos de planta de una nueva torre para la Iglesia, lápiz de color y dibujo en tinta, de 1754, hoja suelta, 53.5 × 37 cm, del archivo de Herzog-Wolfgang-Stiftung, Zweibrücken.

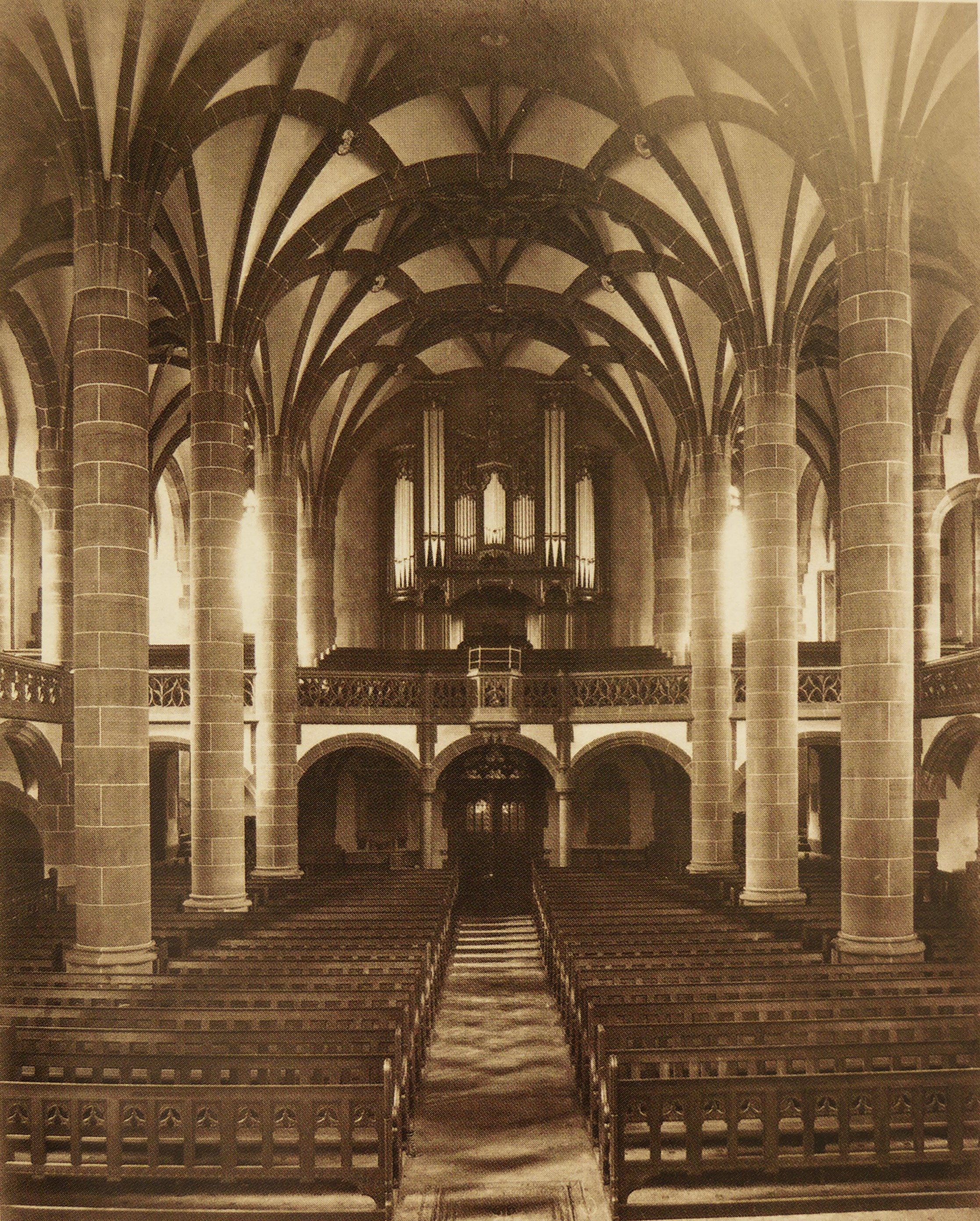
Interior, vista del órgano, antes de la destrucción del 14 de marzo de 1945.

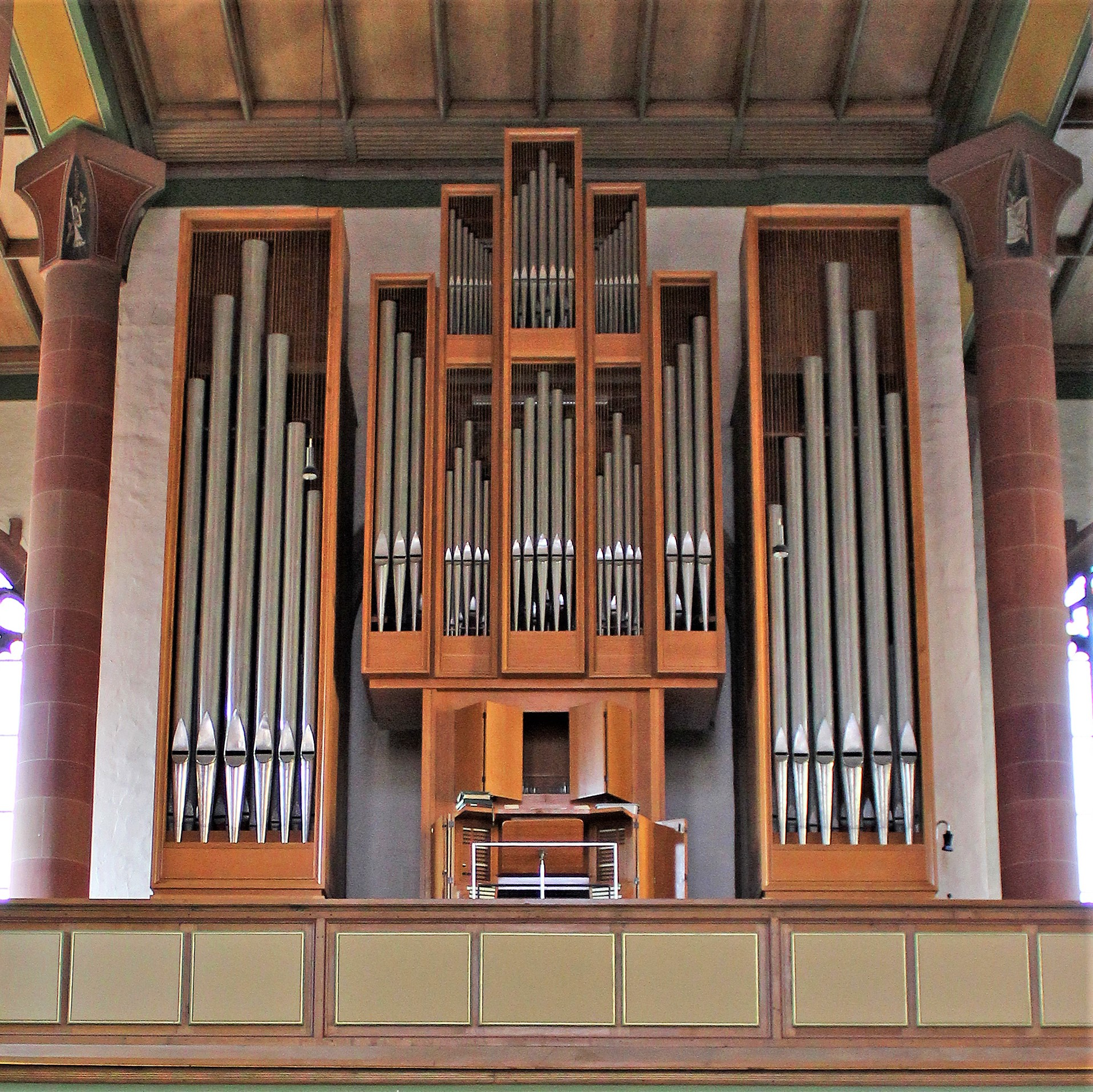
Órgano Ott.

La Iglesia de Alejandro (en alemán: Alexanderskirche) en Zweibrücken es una iglesia de estilo gótico tardío, que fue reconstruida en gran medida después de su destrucción en la Segunda Guerra Mundial (pérdida de bóvedas y ventanas de tracería).

## Historia
Fue fundada en 1489 por el príncipe Alejandro del Palatinado-Zweibrücken a su regreso de una peregrinación a Tierra Santa y comenzó en 1493. El maestro de obras fue Philipp Steinmetz. El lado de la iglesia con el coro se encuentra en el noreste de la plaza del mercado. La iglesia sirve a la comunidad protestante.
La construcción de la iglesia más antigua de Zweibrücken está estrechamente vinculada a las escuelas de construcción en el Medio Rin. Inspirada en el ejemplo de la catedral de Frankfurt, aparece el vestíbulo del portal norte; el coro de tres lados es similar a la Iglesia Leonhard de Frankfurt. Las formas de tracería, en la medida en que se conservan, recuerdan a la puerta conmemorativa de la catedral de Maguncia. Alberga pinturas valiosas de pintores de Zweibrücken y monumentos funerarios. Enterrado aquí, además de funcionarios principescos, muchos miembros de la Casa de Wittelsbach, incluido el Condé Palatino Ruperto de Veldenz (fallecido el 28 de julio de 1544) y el Condé Palatino Gustavo Samuel Leopoldo del Palatinado-Kleeburg (fall. 17 de septiembre de 1731).
En los años 1676-1677, la iglesia fue destruida en gran parte por los franceses, pero fue restaurada en 1689. Como parte de la Política de Reunión del Rey Sol, Zweibrücken se puso de 1680-1697 bajo el control del gobierno francés. En ese momento, la Iglesia de Alejandro era simultánea, es decir, era utilizada por católicos y protestantes. El exvisitador real y pastor católico de Zweibrücken, Carl Desiderius de Royer, bajo cuya supervisión se llevó a cabo la reconstrucción, tenía un verso escrito por él grabado en la pared exterior para conmemorarlo. 

Mil seiscientos setenta y siete, de esta iglesia queda poco, ya que está completamente perturbada por la guerra, la ciudad también fue consumida por el fuego. Mil seiscientos ochenta y nueve, fue reconstruido de nuevo.

En 1758, el maestro de obras Christian Ludwig Hautt de Nohfelden/Nahe completó la torre de la iglesia en estilo barroco, que hasta su destrucción en 1945 marcó el paisaje urbano de Zweibrücken. 
Entre los años 1904 a 1911 se llevó a cabo una renovación y restauración de los cimientos bajo la dirección de Karl Doflein. La iglesia obtuvo una nueva base, una losa de hormigón especial blindada fuertemente, que ahora es llevaba a las paredes exteriores. El altar ha sido cambiado de lugar. Ya en 1858, se había instalado una rica bóveda gótica de estilo neogótico en lugar de un techo de artesonado plano. El techo artesonado, similar al techo actual de la fase de reconstrucción después de la Segunda Guerra Mundial, fue creado como un reemplazo para la bóveda original, después de que la bóveda fue destruida en 1677, tras la demolición de la torre de la iglesia por los franceses. Con la renovación neogótica de 1858 y 1904-1911, se creó una imagen espacial, que debería haber coincidido en gran medida con la construcción moderna de la fundación medieval tardía-moderna.
La iglesia fue destruida, como todo el interior de la ciudad de Zweibrücken el 14 de marzo de 1945, por un ataque con bombas y se volvió a inaugurar después de una reconstrucción simplificada por Otto Stahl y Richard Hummel, el 26 de junio de 1955. Por iniciativa ciudadana, se hizo una campaña por la reconstrucción fiel de al menos la torre barroca de Christian Ludwig Hautt, aunque no pudo prevalecer esta idea en la reconstrucción. La ejecución realizada de la torre actual, no ha sido en el estilo barroco de la torre anterior. El interior de la iglesia, con la división en tres naves en seis columnas y el exterior estrecho, dividido por galerías en pasillos, preserva aproximadamente la imagen espacial tradicional. El techo artesonado, que descansa sobre dos filas de pilares redondos y delgados con capiteles de copas, se reemplazó el antiguo y abovedado techo que ya no existía a causa de la destrucción. Domina la incidencia de la luz hoy en día por la ventana del coro, a través, del vitral del coro realizado por Erhardt Klonk de Marburg. De los elementos de la iglesia anterior a 1945, son algunas lápidas con sus epitafios, en su mayoría del siglo XVI, fueron preservados, junto a la imagen de Cristo realizada por Johann Christian von Mannlich. La cripta principesca, fue completamente destruida por la explosión de una bomba aérea, no fue reconstruida. Desde 1955, los pocos restos han estado descansando en el memorial de Wittelsbach en el pasillo norte, donado por el príncipe heredero Ruperto de Baviera. El último entierro en la iglesia tuvo lugar en 2001: Alejandro de Baviera (1923-2001), un descendiente y homónimo del constructor, fue enterrado aquí.

## Órganos

### Órgano Walcker Steinmeyer (1858-1945)
El órgano anterior se remonta a un instrumento que fue construido en 1858 por el constructor de órganos Eberhard Friedrich Walcker bajo su firma Walcker Orgelbau. El instrumento originalmente tenía 36 paradas en dos manuales y pedal. En 1911, el constructor de órganos G. F. Steinmeyer (Öttingen) reconstruyó el instrumento y lo amplió a 45 registros en tres manuales y pedales, por lo que los registros del tercer trabajo manual fueron tomados principalmente de los trabajos anteriores. El órgano fue destruido en 1945 por una bomba.

### Órgano Ott (1963)
En 1963, el constructor de órganos Paul Ott construyó un nuevo instrumento. El nuevo instrumento completamente neobarroco tiene 47 registros en tres manuales y pedal. Los juegos son mecánicos, el registro se realiza eléctricamente.

## Campanas y torre
En la torre principal cuelgan seis campanas de la fundición Hermann Hamm de Frankenthal. Todas se fundieron en 1957 y suenan con b ° -des'-f'-as'-b'-c. "La campana más grande es la campana más pesada de la ciudad de Zweibrücken con 2370 kg. En la zona del altar se encuentra la campana más antigua de la ciudad.
Hasta su destrucción de la guerra, construida por Christian Ludwig Hautt 1760, la torre con capucha galesa fue un símbolo de la ciudad. Fue reemplazado por la sencilla torre de hoy, de punta de aguja.